# Abd-al-Karim ibn Abi-Bakr
Abd-al-Karim ibn Abi-Bakr aix-Xabbaní (àrab: عبد الكريم بن أبي بكر الشباني الحريزي, ʿAbd al-Karīm b. Abī Bakr ax-Xabbānī al-Harīzī), conegut també com a Karrum al-Hajj (àrab: كروم الحاج, Karrūm al-Ḥajj), fou caid de Marràqueix (1659-1668). Era fill del xeic de la tribu Xabbana, Abu-Bakr aix-Xabbaní que havia capturat a traïció el darrer sultà sadita Ahmad al-Abbas i l'havia mort (1659). Llavors la seva gent a la ciutat es va aixecar en favor del xeic i aquest i els guerrers de la tribu van entrar a Marràqueix sense oposició. Abu Bakr va fer proclamar sultà al seu fill Abd al-Karim, que fou jurat per la població.
El seu primer any fou molt complicat, ja que una gran es va abatre sobre la ciutat i va arribar a ser tan forta que la gent es menjava als que es morien (1660); però l'altra any les collites foren bones i la situació es va superar. El govern del caid Abd al-Karim fou considerat encertat durant el temps que va durar que fou fins a la seva mort a finals de juliol del 1668. El va succeir el seu fill Abu-Bakr ibn Abd-al-Karim.